# Pandemia de COVID-19 en Washington D. C.
Los primeros casos de la pandemia de enfermedad por coronavirus en Washington D. C., capital de los Estados Unidos, inició el 7 de marzo de 2020. Hay 4.323 casos confirmados, 659 recuperados y 224 fallecidos.

## Cronología

### Marzo
El 7 de marzo, se confirmaron los dos primeros casos de COVID-19 en Washington D. C. El primer caso fue un rector en Christ Church Georgetown que no había viajado recientemente fuera de los Estados Unidos o había tenido contacto con otro paciente infectado con coronavirus. Participó en los servicios religiosos el 23 de febrero y el 1 de marzo. El rector se sintió mejor inicialmente, pero su condición se deterioró hasta el punto de ser hospitalizado cuando se confirmó que tenía coronavirus. Después de que se confirmó que el rector contrajo el virus, la iglesia canceló los servicios indefinidamente. El segundo caso fue un ciudadano nigeriano que viajó a D.C. y fue a un hospital en Maryland para recibir tratamiento. Aunque el segundo hombre estaba siendo tratado en un hospital de Maryland, los Centros para el Control y la Prevención de Enfermedades (CDC) lo consideraron como el segundo caso del Distrito.
El 20 de marzo, el alcalde Bowser anunció la primera muerte relacionada con COVID-19 en el Distrito, un varón de 59 años, el hermano diácono John-Sebastian Laird-Hammond, OFM, un fraile franciscano y diácono permanente, nativo de Minonk, Illinois, con afecciones médicas subyacentes, específicamente una batalla de varios años con un tipo de leucemia que había recibido tratamientos contra el cáncer y, por lo tanto, era más vulnerable al virus.
El 21 de marzo, el gobierno de DC, que opera a través del Departamento de Policía Metropolitana y el Servicio de Parques Nacionales, anunció varios cierres de carreteras a partir del 22 de marzo, de 7:00 a. m. a 8:00 p. m. (hora local), en un esfuerzo por reducir la congregación de turistas alrededor de los monumentos durante El Festival Nacional de los Cerezos en Flor. Estas multitudes no se habían conformado con las pautas de distanciamiento social y, por lo tanto, presentaban un posible vector para la transmisión del coronavirus. El Departamento de Parques y Recreación de DC cerró todas sus instalaciones, incluidos parques, parques infantiles y campos deportivos. Solo los parques para perros permanecieron abiertos.
El 22 de marzo, se informó la segunda muerte por COVID-19 en el Distrito, una mujer de 65 años con afecciones médicas subyacentes.
El 30 de marzo, el alcalde Bowser anunció una orden de quedarse en casa que entraría en vigencia el 1 de abril. La orden establecía que los residentes solo pueden abandonar sus residencias para participar en actividades esenciales, incluida la obtención de atención médica que no se puede proporcionar a través de telesalud y obtener alimentos y artículos domésticos esenciales, realizar o acceder a funciones gubernamentales esenciales, trabajar en negocios esenciales, realizar viajes esenciales y realizar actividades recreativas específicas que el orden definió. Cualquier persona que esté violando la orden será acusada de un delito menor y estará sujeta a una multa de $ 5,000 y/o 90 días de prisión. Bowser dijo: «Quedarse en casa es la mejor manera de aplanar la curva y protegerse a sí mismo, a su familia y a toda nuestra comunidad de COVID-19».

## Respuesta gubernamental
El 11 de marzo, el alcalde Muriel Bowser declaró un estado de emergencia para el Distrito de Columbia. La declaración le permitió a Bowser solicitar fondos federales por desastre y abordar el aumento de precios. La orden también le otorgó autoridades adicionales, incluyendo la orden de cuarentenas sin la aprobación de la corte.

## Impacto

### En los deportes
La pandemia afectó a varios deportes en el distrito. El 12 de marzo, Major League Baseball canceló el resto del entrenamiento de primavera, y el 16 de marzo, anunciaron que la temporada se pospondrá indefinidamente, después de las recomendaciones de los CDC de restringir los eventos de más de 50 personas durante las próximas ocho semanas, lo que afectará los Washington Nationals. También el 12 de marzo, la National Basketball Association anunció que la temporada se suspendería por 30 días, lo que afectaría a los Washington Wizards. En la National Hockey League, la temporada se suspendió por un tiempo indefinido, afectando a las capitales de Washington.
En los deportes universitarios, la National Collegiate Athletic Association canceló todos los torneos de invierno y primavera, especialmente los torneos de baloncesto de hombres y mujeres de la División I, afectando a colegios y universidades de todo el distrito. El 16 de marzo, la National Junior College Athletic Association también canceló el resto de las temporadas de invierno y de primavera.